# Gerstjens
De Gerstjens vormen een natuurgebied ten zuidoosten van de kom van Aalst en ten noorden van Erembodegem.
Het gebied omvat 62 ha waarvan 12 ha in eigendom zijn van de stad Aalst en 40 ha in eigendom van particulieren.
Het is een laaggelegen gebied langs de Dender. Ook vindt men er enkele kasteeldomeinen. In het verleden betrof dit Kasteel Overhamme en Kasteel Ronsevaal.
Van oorsprong vond men hier elzenbroek dat echter goeddeels vervangen werd door populierenaanplant. De Canadapopulieren worden gefaseerd vervangen door inheemse struiken. Ook werden enkele moerasjes aangelegd.
Er is een vijver, ooit behorend tot het domein Ronsevaal, en een vervallen boomgaard, die wordt hersteld. In de vijver vindt men de watersalamander en de vinpootsalamander. Eén van de broedvogels is de wielewaal.
Ten slotte is er een voormalig asveld van energiebedrijf NV Intercom (nu onderdeel van Electrabel). Geleidelijk herstelt dit terrein zich en men vindt er soorten als muskuskruid, bosaardbei, gewone salomonszegel en gevlekt longkruid.

## Recreatie
Binnen het gebied bevindt zich een speelbos van 2 ha. Een wandelroute van 2,5 km werd uitgezet. Door het gebied loopt wandelnetwerk Dendervallei-Noord.